# Adolf Beiß
Adolf Beiß (* 3. September 1900 in Braunschweig; † 22. Dezember 1981 ebenda) war ein deutscher Germanist, Schriftsteller und Hochschullehrer.

## Leben
Adolf Beiß wurde 1900 in Braunschweig geboren, wo er das Martino-Katharineum besuchte. Anschließend schloss er sich dem Wandervogel an, mit dem er Norddeutschland bereiste. Nach einem Studium der Germanistik war Beiß ab 1929 als Studienrat an der Hoffmann-von-Fallersleben-Schule Braunschweig tätig. Zur Zeit des Nationalsozialismus war Beiß Mitglied der NSDAP, beteiligte sich aktiv im Nationalsozialistischen Lehrerbund und war Autor in Volk und Rasse. Während des Zweiten Weltkriegs war er Oberfeldwebel der Luftwaffe. Nach Kriegsende erhielt er 1948 einen Lehrauftrag an der Pädagogischen Hochschule Braunschweig. Von 1949 bis zu seiner Emeritierung 1968 hatte er dort den Lehrstuhl für Deutsche Sprache und Literatur und Methodik des Deutschunterrichts inne.
Neben seiner Lehrtätigkeit leitete er bis 1968 die Bibliothek der Pädagogischen Hochschule. Er war Herausgeber der Schriftenreihe der PH Braunschweig. Anfang der 1950er Jahre war Beiß vier Jahre Vorsitzender der Literarischen Vereinigung Braunschweig. Er publizierte ab Ende der 1930er Jahre Erzählungen, Gedichte und wissenschaftliche Arbeiten. Zahlreiche seiner Gedichte wurden von Walter Rein und Friedrich-Wilhelm Reich vertont.
Beiß wohnte von den 1940er Jahren bis zu seinem Tod 1981 im Braunschweiger Stadtteil Gliesmarode.

## Schriften (Auswahl)
- Kleine Weltfuge, Gedichte, Voggenreiter Verlag, Potsdam 1938.
- Der Freiheit Silberton, Erzählung, Voggenreiter Verlag, Potsdam 1938.
- Liebesgabe für Eltern und Kinder, Gedichte, Voggenreiter Verlag, Potsdam 1941.
- Der stille Garten, Gedichte, 1950.
- Das Drama als soziologisches Phänomen, 1954.
- Einführung in das große Bühnenstück, 1960.
- Nexus und Motive, ein Beitrag zur Theorie des Dramas, 1962.
- Gedichte, illustriert von Rudolf Koch, 1965.
- Gefährten und Gesichte, Gedichte, illustriert von Hanna Nagel, 1967.
- Einer den Anderen, Erzählung, 1974.
- Die Gäste von Dödeshamn, Erzählung, 1974.
- Abgesang, Gedichtband, illustriert von Rudolf Koch, 1980.